# Images (Mongo Santamaría)
Images è un album di Mongo Santamaría, pubblicato dalla Vaya Records nel 1980.

## Tracce
Lato A
1. Images – 5:15 (Doug Harris)
2. Havana – 4:10 (Milton Hamilton)
3. One for All – 4:10 (Doug Harris)
4. Pajaro cantor – 6:32 (Allen Hoist)

Lato B
1. Felicia – 5:43 (Milton Hamilton)
2. T.V. – 3:00 (Tomas Villariny)
3. Mucho mas – 2:47 (Tomas Villariny)
4. Carnival – 4:07 (Allen Hoist)
5. My Life Again – 5:57 (Justo Almario, Steve Thornton)

## Musicisti
- Mongo Santamaría - congas
- Allen Hoist - sassofono alto, sassofono baritono, flauto, violoncello
- Doug Harris - sassofono tenore, sassofono soprano, flauto piccolo, flauto alto
- Tommy Villariny - tromba, flugelhorn, pianoforte, cowbell
- Milton Hamilton - pianoforte, armonica
- Lee Smith - basso
- Steve Berrios - batteria, percussioni
- Trevor Gale - percussioni
- Hector Hernandez - batá
- Marty Sheller - campana